# Das Fernsehgericht tagt
Das Fernsehgericht tagt war die erste Gerichtsshow im Rahmen einer Fernsehserie im deutschen Fernsehen und befasste sich zwischen 1961 und 1978 mit der fernsehgerechten Inszenierung realer Fälle anhand von Gerichtsakten.

## Allgemeines
Nach § 169 GVG ist die Verhandlung vor dem erkennenden Gericht einschließlich der Verkündung der Urteile und Beschlüsse zwar öffentlich. Doch sind nach Satz 2 dieser Bestimmung „Ton- und Fernseh-Rundfunkaufnahmen sowie Ton- und Filmaufnahmen zum Zwecke der öffentlichen Vorführung oder Veröffentlichung ihres Inhalts unzulässig“. Im Falle von Egon Krenz vor dem Landgericht Berlin hatte das Bundesverfassungsgericht noch einmal bekräftigt, dass die sitzungspolizeiliche Gewalt (§ 176  GVG) vom vorsitzenden Richter vor allem während der Gerichtsverhandlung ausgeübt wird, um ein geordnetes Verfahren, also auch die Beachtung der für das Verfahren maßgeblichen gesetzlichen Regelungen, zu sichern. Setzt der Vorsitzende das in § 169 Satz 2 GVG enthaltene gesetzliche Verbot von Ton- und Fernseh-Rundfunkaufnahmen innerhalb der Verhandlung durch und sorgt er dadurch für die Befolgung des Gerichtsverfassungsrechts, so greift er nicht in den Schutzbereich des Grundrechts der Rundfunkfreiheit ein. Bild- und Tonaufnahmen sind nur vor Beginn der Hauptverhandlung bis zum Aufruf der Sache zulässig.
Anders als etwa in den USA waren daher Filmaufnahmen von laufenden Gerichtsverhandlungen in Deutschland verboten. Um dennoch dem Fernsehzuschauer diesen Teil des Alltags nicht vorzuenthalten, musste der Gerichtsprozess für Fernsehzwecke nachgestellt werden.

## Inhalt
Es wurden jeweils reale Fälle anhand von Gerichtsakten in gespielten Gerichtsverhandlungen nachgestellt. Bereits der Titel Das Fernsehgericht tagt wies auf die für das Fernsehen nachgestellten Szenen hin. Die Serie begann am 26. März 1961 und wurde letztmals am 19. Oktober 1978 vom Ersten Programm ausgestrahlt. Produzierende Anstalt war der Norddeutsche Rundfunk. Als Richter fungierte der pensionierte Amtsgerichtsdirektor Dr. August Detlev Sommerkamp, ab 1968 dann der Landgerichtsrat Volker Deutsch. Staatsanwalt  und Strafverteidiger wurden von noch praktizierenden Berufskollegen, Angeklagte und Zeugen von Schauspielern dargestellt. Die Fälle – vom Betrug und Diebstahl bis zum Mord – wurden anfangs in drei, später in zwei und am Ende in einer Sendung abgehandelt. In Szenen vor Gericht werden Verhandlungen nachgestellt. Da das Ergebnis der Verhandlung offen war, mussten alle Beteiligten ohne Dialogbuch improvisieren. In den Sitzungspausen befragte Reporter Giselher Schaar die Zuhörer im Saal über ihre Meinung zum aktuellen Fall. Die Schauspielerrollen wurden erst 1970 durch Laien übernommen. Kritiker bescheinigten der Serie allerdings eine gewisse Art der Gefühlsjustiz.

## Vorbildfunktion
Die Serie wurde zum fachlichen Vorbild für die später (ab dem 27. September 1999) das Nachmittagsprogramm mehrerer Privatsender füllenden Gerichtsshows, die sich auch an der seit September 1996 laufenden US-Gerichtsshow Judge Judy orientierten. Diese Gerichtsshows handelten in 45 Minuten Nettosendezeit mehrere Fälle ab, woran die Gründlichkeit litt. Beim Vorreiter dauerte anfangs jede Verhandlung zwei Tage, die beiden 90-minütigen Sendungen liefen jeweils an aufeinander folgenden Tagen, meist dienstags und mittwochs, zur Hauptsendezeit. Danach wurde für ein paar Wochen Pause eingelegt. Während die erste Gerichtsserie im deutschen Fernsehen streng nach Prozessrecht ablief, ist bei heutigen Gerichtsshows ein mehr oder weniger prozessual undiszipliniertes Verhalten zu beobachten, das der Prozesswirklichkeit nicht entspricht.

## Ende
Die Fernsehserie brachte es auf 74 Folgen, deren letzte am 19. Oktober 1978 („Missbrauch eines Kindes“) ausgestrahlt wurde.